# Saint-Maixent-l'École
Saint-Maixent-l'École és un municipi francès situat al departament de Deux-Sèvres i a la regió de la Nova Aquitània. L'any 2007 tenia 7.590 habitants.

## Demografia

### Població
El 2007 la població de fet de Saint-Maixent-l'École era de 7.590 persones. Hi havia 2.872 famílies de les quals 1.192 eren unipersonals (448 homes vivint sols i 744 dones vivint soles), 880 parelles sense fills, 604 parelles amb fills i 196 famílies monoparentals amb fills.
La població ha evolucionat segons el següent gràfic:
Habitants censats

### Habitatges
El 2007 hi havia 3.394 habitatges, 2.959 eren l'habitatge principal de la família, 69 eren segones residències i 366 estaven desocupats. 2.206 eren cases i 1.180 eren apartaments. Dels 2.959 habitatges principals, 1.390 estaven ocupats pels seus propietaris, 1.527 estaven llogats i ocupats pels llogaters i 42 estaven cedits a títol gratuït; 66 tenien una cambra, 262 en tenien dues, 527 en tenien tres, 888 en tenien quatre i 1.216 en tenien cinc o més. 1.794 habitatges disposaven pel capbaix d'una plaça de pàrquing. A 1.583 habitatges hi havia un automòbil i a 764 n'hi havia dos o més.

### Piràmide de població
La piràmide de població per edats i sexe el 2009 era:
| Homes | Edats   | Dones |
| ----- | ------- | ----- |
| 4     | 95 o +  | 28    |
| 28    | 90 a 94 | 104   |
| 48    | 85 a 89 | 168   |
| 68    | 80 a 84 | 96    |
| 112   | 75 a 79 | 180   |
| 196   | 70 a 74 | 220   |
| 188   | 65 a 69 | 196   |
| 160   | 60 a 64 | 184   |
| 144   | 55 a 59 | 136   |
| 136   | 50 a 54 | 176   |
| 136   | 45 a 49 | 164   |
| 156   | 40 a 44 | 192   |
| 296   | 35 a 39 | 252   |
| 212   | 30 a 34 | 256   |
| 264   | 25 a 29 | 184   |
| 216   | 20 a 24 | 148   |
| 220   | 15 a 19 | 208   |
| 224   | 10 a 14 | 176   |
| 252   | 5 a 9   | 152   |
| 160   | 0 a 4   | 184   |

## Economia
El 2007 la població en edat de treballar era de 4.856 persones, 3.401 eren actives i 1.455 eren inactives. De les 3.401 persones actives 3.066 estaven ocupades (1.886 homes i 1.180 dones) i 335 estaven aturades (106 homes i 229 dones). De les 1.455 persones inactives 352 estaven jubilades, 617 estaven estudiant i 486 estaven classificades com a «altres inactius».

### Ingressos
El 2009 a Saint-Maixent-l'École hi havia 2.936 unitats fiscals que integraven 6.123 persones, la mediana anual d'ingressos fiscals per persona era de 15.104 €.

### Activitats econòmiques
Dels 318 establiments que hi havia el 2007, 6 eren d'empreses extractives, 9 d'empreses alimentàries, 1 d'una empresa de fabricació de material elèctric, 1 d'una empresa de fabricació d'elements pel transport, 12 d'empreses de fabricació d'altres productes industrials, 18 d'empreses de construcció, 93 d'empreses de comerç i reparació d'automòbils, 9 d'empreses de transport, 26 d'empreses d'hostatgeria i restauració, 6 d'empreses d'informació i comunicació, 23 d'empreses financeres, 16 d'empreses immobiliàries, 28 d'empreses de serveis, 51 d'entitats de l'administració pública i 19 d'empreses classificades com a «altres activitats de serveis».
Dels 81 establiments de servei als particulars que hi havia el 2009, 1 era una oficina d'administració d'Hisenda pública, 1 gendarmeria, 1 oficina de correu, 7 oficines bancàries, 1 funerària, 7 tallers de reparació d'automòbils i de material agrícola, 2 tallers d'inspecció tècnica de vehicles, 3 autoescoles, 4 paletes, 2 guixaires pintors, 2 fusteries, 5 lampisteries, 2 electricistes, 6 perruqueries, 6 veterinaris, 2 agències de treball temporal, 18 restaurants, 6 agències immobiliàries, 2 tintoreries i 3 salons de bellesa.
Dels 51 establiments comercials que hi havia el 2009, 3 eren supermercats, 1 una gran superfície de material de bricolatge, 3 botiges de menys de 120 m², 8 fleques, 5 carnisseries, 2 peixateries, 2 llibreries, 9 botigues de roba, 2 botigues d'equipament de la llar, 3 sabateries, 2 botigues d'electrodomèstics, 2 botigues de mobles, 2 botigues de material esportiu, 1 un drogueria, 1 una perfumeria, 3 joieries i 2 floristeries.
L'any 2000 a Saint-Maixent-l'École hi havia 7 explotacions agrícoles que ocupaven un total de 66 hectàrees.

## Equipaments sanitaris i escolars
El 2009 hi havia 1 hospital de tractaments de curta durada, 1 hospital de tractaments de mitja durada (seguiment i rehabilitació), 1 un hospital de tractaments de llarga durada, 2 psiquiàtrics, 4 farmàcies i 2 ambulàncies.
El 2009 hi havia 2 escoles maternals i 4 escoles elementals. A Saint-Maixent-l'École hi havia 2 col·legis d'educació secundària i 1 liceu d'ensenyament general. Als col·legis d'educació secundària hi havia 712 alumnes i als liceus d'ensenyament general 502.

## Poblacions més properes
El següent diagrama mostra les poblacions més properes.